# Бробст, Эмили
Э́мили Бробст (англ. Emily Brobst; род. 24 октября 1984, Уисконсин-Делс, Висконсин, США) — американская актриса и каскадёр, наиболее известная по роли Бонни Паркер в фильме «В погоне за Бонни и Клайдом».

## Биография
Эмили Бробст родилась в Уисконсин-Делс, Висконсин. Изначально она хотела быть актрисой, но с её небольшим ростом 4 фута 10 дюймов она поняла, что может стать каскадёром. Обучившись кикбоксинг, другим боевым искусствам, скалолазанию и акробатике, она стала дублером многих известных актёров-детей, включая Хлою Грейс Морец, Джимми Беннетта, Дилана и Коула Спроусов и Мойзес Ариас.
Как актриса Бробст дебютировала в фильме «Ведьма Белл» (2007). Как каскадёр она участвовала в фильмах «Джанго освобождённый» (2012), «Новый Человек-паук» (2012)., «Зелёный Фонарь», «Железный человек 3», «Годзилла» (2014), «Терминатор: Генезис» (2015) и «5-я волна» (2016).

## Фильмография
| Год  |   | Русское название            | Оригинальное название | Роль                |
| ---- | - | --------------------------- | --------------------- | ------------------- |
| 2007 | ф | Ведьма Белл                 | Bell Witch: The Movie | призрак ведьмы Белл |
| 2010 | ф | Вампирский засос            | Vampires Suck         | Джун                |
| 2014 | ф | Кутис                       | Cooties               | заражённая          |
| 2014 | с | Опасный Генри               | Henry Danger          | н/д                 |
| 2016 | ф | Не убивай его               | Don’t Kill It         | старшая сестра      |
| 2016 | ф | И проиграли бой             | In Dubious Battle     | ребёнок Томпсонов   |
| 2019 | ф | В погоне за Бонни и Клайдом | The Highwaymen        | Бонни Паркер        |
| 2019 | ф | Проклятие Аннабель 3        | Annabelle Comes Home  | Рори                |